# Platyoides venturus
Platyoides venturus is een spinnensoort uit de familie Trochanteriidae. De soort komt voor op de Canarische Eilanden.